# ديل ستريك
ديل ستريك (بالإنجليزية: Dell Streak)‏ هو هاتف ذكي من ديل يعمل بنظام أندرويد، تم طرحه في الأسواق في 4 يونيو 2010.

## الخصائص
- نظام التشغيل: أندرويد
- الكاميرا الأمامية: 5 ميجابكسل
- الشاشة: إل سي دي
- الوزن: 220 غرام
- المعالج: 1 جيجا هرتز
- الذاكرة: 2 جيجابايت